# Die Riesen kommen!

Einbanddeckel der deutschen Erstausgabe, 1904 erschienen bei J.C.C. Bruns in Minden. Übersetzung von Felix Paul Greve.

Die Riesen kommen! (orig. The Food of the Gods and How It Came to Earth) ist ein 1904 erschienener Science-Fiction-Roman des englischen Schriftstellers H. G. Wells.

## Handlung
Der Forscher Bensington und seine Kollegen entwickeln ein Wachstumsmittel, mit dem sie Ernährungsprobleme lösen wollen. Zunächst experimentieren sie mit Weizen und Nutztieren, die größer als normal werden. Das Projekt verläuft unproblematisch, bis sich erste Katastrophen anbahnen: Einige Tiere – darunter auch Insekten – werden durch den ungeplanten Verzehr des Mittels verändert: Wespen und Ratten wachsen zu enormer Größe, Menschen geraten in Gefahr und es kommt zu Todesfällen.
Trotz der Zwischenfälle überlegen die Forscher, die „Götternahrung“ auch Menschen zu verabreichen, schließlich experimentieren sie heimlich an Säuglingen. Schon bald tauchen im Land Riesenbabies auf und benutzen Autos, Bäume und andere Gegenstände als Spielzeug. Die Menschen können die Riesenratten und -insekten erfolgreich bekämpfen, doch dann beginnen sie gegen die friedlichen Menschen-Riesen vorzugehen.

## Wirkung
Der Autor nimmt mit seinem Roman die Diskussion über die Gentechnik vorweg, wie er es bereits mit „Die Insel des Dr. Moreau“ tat.

## Verfilmungen
Der 1965 erschienene Village of the Giants basiert lose auf der literarischen Vorlage.
1976 wurde der Roman unter dem Titel The Food Of The Gods (Die Insel der Ungeheuer) verfilmt. Der Film wurde als B-Movie produziert und erntete vernichtende Kritiken. Er erhielt zum Beispiel den Golden Turkey Award als schlechtester Nagetierfilm aller Zeiten. 1989 folgte die Fortsetzung des Films The Food Of The Gods 2: Gnaw. Dieser hatte jedoch nur aus Vermarktungsgründen den gleichen Titel und inhaltlich nichts mit dem ersten Teil oder dem Roman gemeinsam.